# Arichanna molossaria
Arichanna molossaria är en fjärilsart som beskrevs av Charles Oberthür 1897. Arichanna molossaria ingår i släktet Arichanna och familjen mätare. Inga underarter finns listade i Catalogue of Life.